# Kocury (Opole)
Pour les articles homonymes, voir Kocury.
Kocury est une localité polonaise de la gmina de Dobrodzień, située dans le powiat d’Olesno en voïvodie d'Opole.